# Fond Doux
Fond Doux es una localidad de Santa Lucía que forma parte del distrito de Soufrière.